# António da Silva Dias
António da Silva Dias (Marmelete, Monchique, 8 de Novembro de 1920  - 18 de Novembro de 2001) foi um político português.

## Biografia

### Nascimento
António da Silva Dias nasceu na aldeia de Marmelete, em 8 de Novembro de 1920, filho de José Dias e Hermínia da Silva.

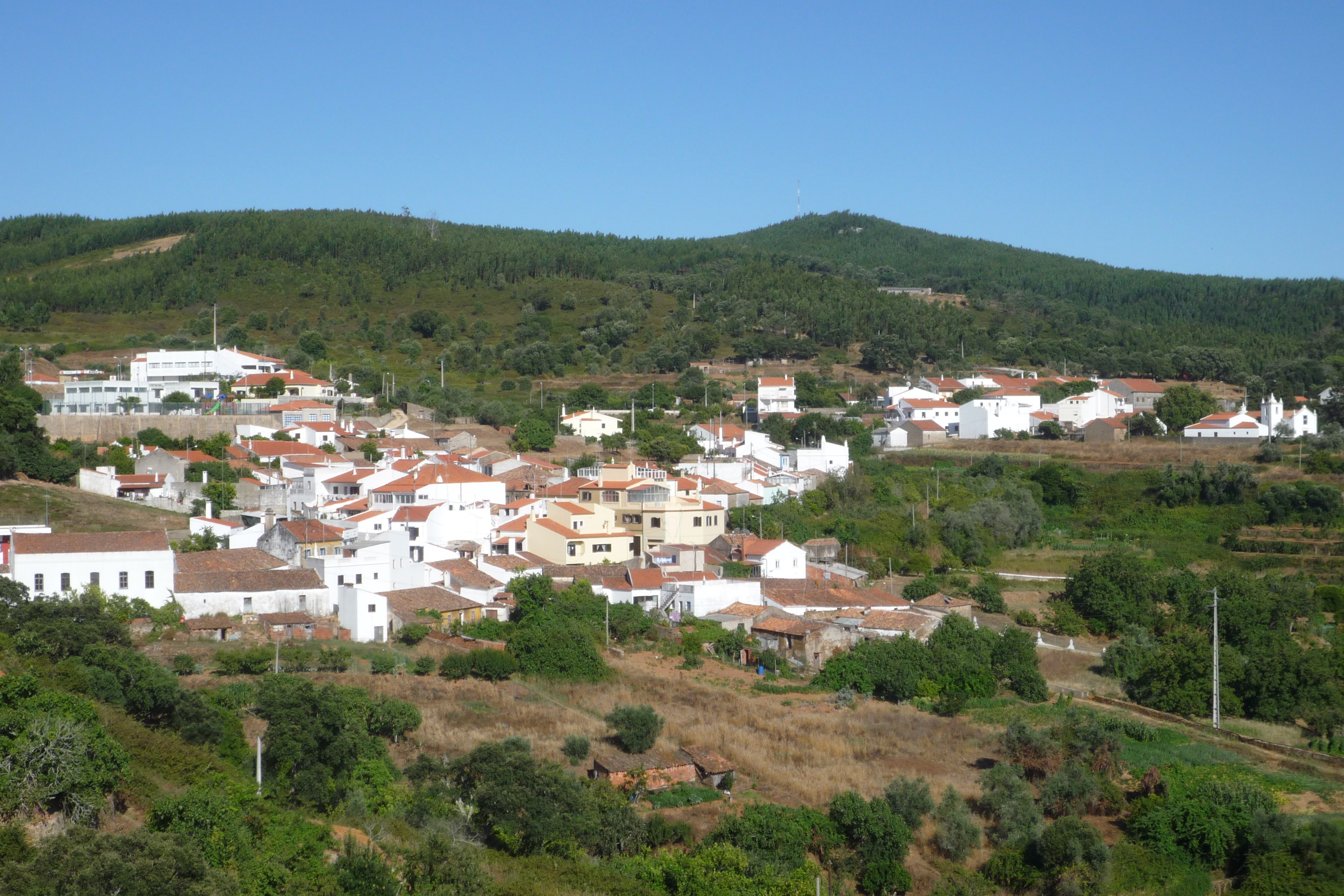
Aldeia de Marmelete.

### Carreira profissional e política
Exerceu como comerciante em Marmelete. Entre 1969 e 1974, ocupou as posições de regedor da freguesia e presidente da Casa do Povo de Marmelete. Exerceu como presidente da Junta de Freguesia em três mandatos contínuos, entre 1982 e 1993, tendo-se destacado nesta posição pelo desenvolvimento que deu à freguesia em termos de vias de comunicações, e culturais e sociais, especialmente pela construção do Centro de Dia.
Foi um dos responsáveis pela fundação do Club Recreativo de Marmelete, onde também foi o primeiro presidente.
Também se destacou como poeta, tendo contribuído para o Jornal de Monchique e o periódio Maré Alta, de Aljezur. Colaborou igualmente no livro Marmelente: Estudo Monográfico. Fez parte da Banda Filarmónica União Marmeletense, onde tocava o clarinete.

### Falecimento e família
Faleceu em 18 Novembro de 2001, aos 81 anos de idade. Estava casado com Maria Custódia de Albano Nunes.